# Atenció! Bandits!
 Atenció! Bandits!  (títol original en italià: Achtung! Banditi!) és una pel·lícula italiana dirigida el 1951 per Carlo Lizzani. Ha estat doblada al català.

## Argument
El guió s'inspira en fets autèntics. Durant la Segona Guerra Mundial en la Itàlia ocupada pels alemanys, s'evoquen les aventures d'un grup de resistents italians, originaris de Gènova dirigida pel comandant Vento. S'han d'apoderar d'un carregament d'armes destinades a l'ocupant alemany. Ajudats per un comitè d'obrers en vaga dirigits per Marco, aconsegueixen el seu objectiu, després de diverses peripècies tenses. Els caçadors de muntanya italians, un moment indecís, i situats davant un dilema crucial, escullen ells també d'entrar a la resistència.

## Repartiment
- Gina Lollobrigida: Anna
- Andrea Checchi: l'enginyer
- Vittorio Duse: Domenico
- Lamberto Maggiorani: Marco
- Maria Laura Rocca: l'amant del diplomàtic
- Pietro Tordi: el diplomàtic
- Giuliano Montaldo: Lorenzo
- Giuseppe Taffarel: Comandant Vento

## Premis i nominacions
- 1952: Premi de la direcció al Festival de Karlovy Vary

## Al voltant de la pel·lícula
- Com a la pel·lícula La terra tremola de Luchino Visconti, la pel·lícula ha estat produïda per una cooperativa, beneficiant-se de l'ajuda del Partit Comunista Italià. D'altra banda, es va posar en marxa una subscripció popular pels habitants de la regió, per tal d'ajudar el finançament de la pel·lícula. Els protagonistes resistents d'Atenció! Bandits!  han, en una gran part, finançat la seva pròpia història.
- Als crèdits de la pel·lícula, cal destacar la presència d'una principiant després famosa, Gina Lollobrigida, encarnant Anna, germana del caçador de muntanya Domenico, i la de Lamberto Maggiorani, heroi de la pel·lícula El lladre de bicicletes, tenint aquí el paper de l'obrer Marco.